# Gottfried Amendt
Gottfried Amendt (* 7. Oktober 1945 in Leidersbach) ist ein deutscher römisch-katholischer Priester.

## Werdegang
Gottfried Amendt wuchs als Halbwaise auf. Am 29. Juni 1974 wurde er von Bischof Josef Stangl in Würzburg zum Priester geweiht. Seine Kaplanszeit führte ihn nach Bad Neustadt, Kirchlauter und Gerolzhofen. Von 1977 bis 1990 war er Rektor des Matthias-Ehrenfried-Hauses in Würzburg und Jugendseelsorger des Stadtdekanats Würzburg. Zusätzlich war er von 1978 bis 1978 Diözesankurat der Pfadfinderinnenschaft Sankt Georg (PSG). Ab 1990 war er 20 Jahre lang Krankenhausseelsorger am Universitätsklinikum Würzburg. Seit seinem altersbedingten Ausscheiden Ende Januar 2011 ist er als Seelsorger in der Missionsärztlichen Klinik in Würzburg tätig.
Gottfried Amendt prägte wesentlich die Pilgerbewegung in der Fränkischen Sankt-Jakobus-Gesellschaft Würzburg mit.

## Ehrungen
- 2007: Ernennung zum Monsignore
- 2013: Verdienstkreuz am Bande der Bundesrepublik Deutschland

## Schriften
- Lukas-Predigten. Echter, Würzburg 1985.